# Червоно-біло-червоний
Червоно-біло-червона послідовність кольорів (геральдично червоно-срібно-червона) — це національні кольори Австрії, Латвії, Лівану та Перу. Німецькою мовою Rot-Weiß-Rot насамперед є синонімом національних кольорів Австрії. Основна символіка - червоний для крові та білий для бездоганності, в Перу - більш сучасна концепція любові та свободи. Кольори також можна побачити в Левені, Бальші, Фрейштадті та інших містах, австрійський герб дав незліченну кількість нащадків.
У національній символіці Лівану та Канади немає «червоно-біло-червоного».

## Огляд

Прапор Австрії має три однаково широкі смуги (1:1:1) - правильно "срібна (біла) смуга на червоному тлі".[1] Офіційний прапор показує федерального орла (повторюючи кольори в серцевому щиті).
Прапор Латвії має не геральдичний (насичений) червоний колір, а чітко латвійський червоний[2] (карміново-червоний), а ширина лише вдвічі менша за довжину (2:1 2), тому жодного триколору у значенні цього терміна немає.
Прапор Перу (bandera nacional):[3] Підйомний прапор розділений на чистий червоно-біло-червоний (1: 1: 1), національний прапор показує герб Перу

Різні прапори також відрізняються своїм форматом (співвідношенням ширини до довжини), який становить 2:3 для прапорів Австрії, Лівану та Перу, але 1:2 для прапорів Латвії та Канади.

### Австрія
Кольори прапора Австрії та грудного щита австрійського орла походять від вотчини родини Еппенштейнерів, згідно сучасного стану науки. А з ХІІІ століття (найперше письмове джерело в документі близько 1260 р.) існуючий міф трактує кольори як просочений кров’ю одяг: щит і одяг Бабенберга був білий, а після облоги Аккони (1189–1191) на криваво-червоній туніці хрестоносця Леопольда V. (1157–1194) лишилася біла смуга, де знаходився пояс.

Герб близько 1290 р. з вузьким брусом

Сьогодні герб розроблений у стилі триколор завдяки вексилологічній / геральдичній стандартизації - форми балки мали вузьку білу смужку, смуга на червоному тлі, подібна до латвійського прапора.
Австрійський прапор був національним прапором з 1918 року; він був символом Австрії з епохи Бабенберга (ХІІ/ХІІІ ст.). Він був прийнятий Габсбургами для герцогства Австрія і, як і латвійський, є одним із найстаріших прапорів у світі, який використовується і сьогодні.

### Латвія
Міф про латвійський прапор подібний до австрійського. Латвійський прапор символізує тканину із засохлою кров’ю борців за незалежність Латвії, на якій зображений відбиток полотняної мотузки. Ця символіка згадується у лівонській літописній хроніці від 1279 року. Латвійський національний прапор був введений після здобуття незалежності в 1921 році та відновлений у 1990 році.

### Перу
Спочатку прапор Перу був розділений в 1822 році ("поперечно-смугастий"), із червоним, опроміненим золотим сонцем як емблемою, але був введений розділеним ("вертикально-смугастим") в 1825 році, на той час, мабуть, для того, щоб відрізнити його від червоно-жовто-червоного прапора Іспанії. Червоно-біло-червоне знамено Перу не базується на символіці крові, але воно отримане у формі, а також, можливо, також у кольорах від революційного прапора Франції, з білим для свободи та червоним для любові.

## Різна червоно-біло-червона символіка
| Salzburg | Прапор Зальцбургу ймовірно іншого походження, ніж національний, оскільки єпархія ніколи не була Габсбурзькою; національні кольори землі - червоний та білий |
| Leuven   | Прапор Левена (Бельгія) - легенда про герб сягає 880-х років і схожа на австрійську легенду Бабенбергів                                                     |

Червоно-біло-червоний герб Фрейштадта (Верхня Австрія), а також, можливо, Бальшу в Каталонії та графства Галлас, ймовірно, Левеніш Вайдену (сьогодні Люксембург, з 1288 р.) та прапори колишнього Великого герцогства Тоскани, герцогства Модени, та Габсбург Ельби, також засновані на Габсбурзькому походженні.

## Інші прапори з білим на червоному
Є також інші країни, які обрали однакову кольорову послідовність для своїх національних прапорів. Національними символами цих двох країн є не кольори, а кедр і кленовий лист.
| Flagge des Libanon | На прапорі Лівану, крім обов’язкового ліванського кедра (Cedrus libani) як зображення, зображено брусок удвічі ширший (1:2:1), ніж австрійський. На ліванському прапорі - з подібною символікою частково до Перу, частково до Австрії та Латвії - біле поле символізує сніг Ліванських гір, червону кров пролиту населенням в боротьбі за свободу під час османської ери та французької окупації з 1921 по 1943 рр., а також два племені єменців або кайситів. Як триколор, він також походить від прапора Франції, але кольори прапора - це червоний, білий та зелений відповідно до конституції Лівану, вони створюють певне посилання на панарабські кольори. |
| Flagge Kanadas     | Прапор Канади описується як "червоний кленовий лист на срібному канадському стовпі у трисмуговому прапорі" - лист, Maple leaf, є одним з канадських кленових (цукровий клен), Acer saccharum ); кіл - це квадратне центральне поле. Це також не триколор, але дотримується схеми 1:2:1. Canadian pale - геральдичне поле без символіки, це каркас кленового листа, на якому чітко розміщені поля з червоною облямівкою, так що не можна говорити про «червоно-біло-червоний прапор». Рання інтерпретація кольорів - білий для арктичного снігу та червоний для двох океанів (Атлантичний, Тихий). У канадській народній свідомості "червоно-біло-червоний" не грає ролі, говорять про "red and white", коли мається на увазі прапор, а здебільшого просто "Maple leaf". Кленовий лист також є символом Нью-Йорка, Вермонта, Західної Вірджинії та Вісконсіна. |